# Aristomedont d'Argos
Aristomedont d'Argos (grec antic: Ἀριστομέδων, llatí: Aristomedon) fou un escultor grec del segle v aC que va viure una mica abans de les guerres mèdiques.
Va fer algunes estàtues dedicades pels focis a Delfos per commemorar la seva victòria sobre els tessalis, segons que explica Pausànias.